# Сихарулидзе, Антон Тариэльевич
Анто́н Тариэльевич Сихарули́дзе (род. 25 октября 1976 года, Ленинград) — российский фигурист, выступавший в парном катании. Заслуженный мастер спорта России (2000). Олимпийский чемпион 2002 года, серебряный призёр Олимпиады-1998, двукратный чемпион мира и Европы в паре с Еленой Бережной. Ранее в паре с Марией Петровой двукратный чемпион мира среди юниоров.
С 2008 по 2012 годы — председатель Комитета Государственной Думы РФ по физической культуре и спорту. С декабря 2021 года — Президент Федерации фигурного катания на коньках в Санкт-Петербурге, с апреля 2023 года — исполняющий обязанности президента ФФККР. С декабря 2024 года — член исполкома Олимпийского комитета России. В феврале 2025 года был избран президентом ФФККР.

## Карьера
Фигурным катанием начал заниматься в раннем детстве, в паре с Марией Петровой дважды выигрывал чемпионаты мира среди юниоров (в 1994 и 1995 годах). С 1996 выступал в паре с Еленой Бережной за Санкт-Петербург. Тренировался у Тамары Москвиной.
В 1998 году Бережная и Сихарулидзе завоевали серебряные медали на Олимпиаде в Нагано, уступив другой российской паре (Оксане Казаковой и Артуру Дмитриеву).
В историю фигурного катания вошла программа «Чарли Чаплин», которую Сихарулидзе вместе с Бережной катали в сезоне 2000/2001 года в качестве произвольной программы, а затем в качестве показательного номера.
В 2002 году Бережная и Сихарулидзе стали олимпийскими чемпионами Солт-Лейк-Сити в парном катании. Занявшая второе место канадская пара Жами Сале и Давид Пеллетье выразила протест против судейства, и в итоге канадцам вручили ещё один комплект золотых медалей.

## После спорта
- С 2002 по 2006 год гастролировал в США с шоу Stars on Ice. По окончании контракта вернулся в Санкт-Петербург.
- Участвовал в проектах Первого канала: «Звёзды на льду» и «Ледниковый период» в паре с певицей Натальей Ионовой (Глюк’OZA) («Звёзды на льду») и с балериной Анастасией Волочковой («Ледниковый период»).
- В 2010 году принял участие в проекте Первого канала «Лёд и пламень» в паре с певицей Зарой.
- В 2010—2011 принимал участие в ледовом спектакле «Огни большого города» в паре с Еленой Бережной. В спектакле пара исполняла номер «Чаплин и цветочница».
- Серия Gold War в документальном сериале компании Netflix Bad Sport (2021) рассказывает о скандале вокруг золота в парном фигурном катании на Зимних Олимпийских играх 2002 года.

## Политическая деятельность
- С 2006 года — член партии «Единая Россия». В 2007 году избран депутатом Законодательного собрания Санкт-Петербурга[4].
- 2 декабря 2007 года был избран депутатом Государственной Думы РФ[4].
- С 2008 по 2012 годы был председателем комитета Госдумы по физической культуре и спорту[8].

## Государственные награды
- Кавалер ордена Почёта (2003) — за большой вклад в развитие физической культуры и спорта, высокие спортивные достижения на Играх XIX Олимпиады 2002 года в Солт-Лейк-Сити[9].
- Кавалер ордена Дружбы (1998) — за выдающиеся достижения в спорте, мужество и героизм, проявленные на XVIII зимних Олимпийских играх 1998 года[10].

## Личная жизнь
В августе 2011 года Сихарулидзе женился на Яне Лебедевой, дочери российского миллиардера Леонида Лебедева. 18 июля 2013 года развелись. 24 марта 2014 года родился сын Георгий, в июне 2016 года родился сын Виктор, супруга — Виктория Шаманская.

## Спортивные результаты
с Е. Бережной
| Соревнования               | 1996—1997 | 1997—1998 | 1998—1999 | 1999—2000 | 2000—2001 | 2001—2002 |
| -------------------------- | --------- | --------- | --------- | --------- | --------- | --------- |
| Зимние Олимпийские игры    |           | 2         |           |           |           | 1         |
| Чемпионаты мира            | 9         | 1         | 1         |           | 2         |           |
| Чемпионаты Европы          | 3         | 1         | WD        | DQ        | 1         |           |
| Чемпионаты России          | 2         | 2         | 1         | 1         | 1         | 1         |
| Финалы Гран-при            |           | 1         | 2         | 3         | 2         | 2         |
| Skate America              |           |           | 1         | 3         |           |           |
| Skate Canada International |           |           | 1         | 3         | 2         |           |
| Nations Cup                |           | 2         |           |           |           |           |
| Trophee Lalique            | 3         | 1         |           |           | 1         | 1         |
| Cup of Russia              | 5         |           | 1         |           | 1         | 1         |
| NHK Trophy                 |           |           | 1         |           |           |           |

- WD = снялись с соревнований
- DQ = дисквалифицированы — лишены титула чемпионов Европы из-за положительной пробы на допинг

с М.Петровой
| Соревнования/Сезон            | 1992—1993 | 1993—1994 | 1994—1995 | 1995—1996 |
| ----------------------------- | --------- | --------- | --------- | --------- |
| Чемпионаты мира               |           | 8         | 6         |           |
| Чемпионаты Европы             |           |           | 6         | 5         |
| Чемпионаты мира среди юниоров | 2         | 1         | 1         |           |
| Чемпионаты России             |           | 6         | 2         | 4         |
| Trophée Lalique               |           |           |           | 5         |
| Skate Canada                  |           |           |           | 2         |
| NHK Trophy                    |           |           | 7         |           |
| Игры доброй воли              |           | 7         |           |           |